# Joachim Weiler

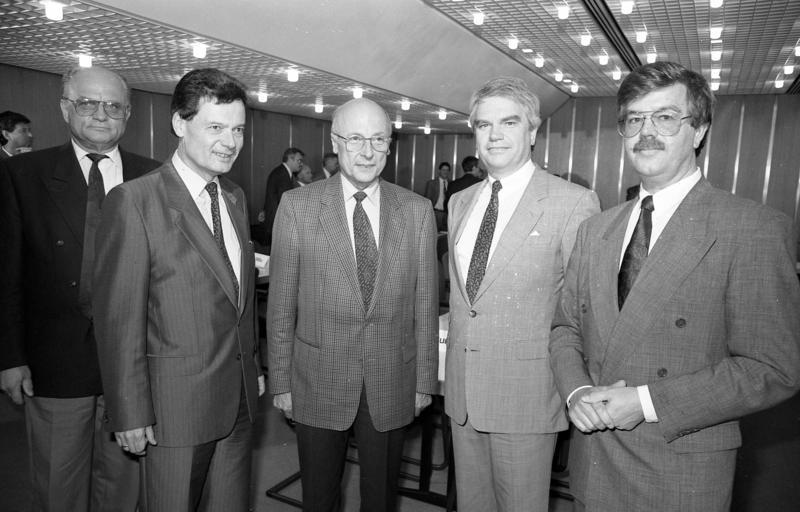
Joachim Weiler (rechts außen) 1991 mit Walter Kiwit, Hans Daniels, Franz Kroppenstedt und Dieter Diekmann (v. l. n. r.)

Joachim Weiler (* 27. März 1947 in Oberwesel; † 30. September 1999 in Ahrweiler) war ein deutscher Politiker der CDU. Seit dem November 1988 bis zu seinem Tod war er Landrat des rheinland-pfälzischen Landkreises Ahrweiler.

## Leben und Beruf
Joachim Weiler wuchs in Oberwesel als Sohn von August Weiler, Landrat des Landkreises St. Goar, auf und studierte nach dem Abitur mit einem Stipendium der Begabtenförderung der Konrad-Adenauer-Stiftung Rechtswissenschaften. Nach dem Zweiten Staatsexamen arbeitete er ab 1976 bei der Kreisverwaltung Mainz-Bingen und als Dozent bei der Fachhochschule für öffentliche Verwaltung Rheinland-Pfalz in Mayen. Von 1978 bis 1981 war er Büroleiter des CDU-Bundesvorsitzenden Helmut Kohl in der CDU-Bundesgeschäftsstelle in Bonn. Von 1981 bis 1988 arbeitete Joachim Weiler im Ministerium des Innern und Sport in Mainz. Im November 1988 wurde er zum Landrat des Landkreises Ahrweiler ernannt. Im Jahr 1992 wählte ihn der Kreistag des Landkreises Ahrweiler für zehn weitere Jahre in diesem Amt.
Joachim Weiler starb völlig unerwartet am 30. September 1999 und wurde in Köngernheim bestattet.

## Ehrungen
- Der Platz vor dem Ahrweiler Bahnhof wurde in Landrat-Joachim-Weiler-Platz umbenannt.